# James Ferguson-Lees
Ian James Ferguson-Lees (* 8. Januar 1929 in Sanremo, Italien; † 11. Januar 2017) war ein britischer Ornithologe. Sein Hauptinteresse galt den Greifvögeln.

## Leben
Ferguson-Lees verbrachte seine frühen Jahre in Italien und Frankreich. Ausgebildet wurde er in Bedford, England. Im jungen Alter wurde er von Bernard Tucker in die Vogelbeobachtung eingeführt. Ferguson-Lees wollte ursprünglich Zoologie an der University of Oxford studieren, stattdessen heiratete er und arbeitete für sieben Jahre als Schullehrer. 1952 holte ihn Edward Max Nicholson in die Redaktion des Journals British Birds. Von 1954 bis 1973 war er dort Chefredakteur. Anschließend blieb er noch weitere sechs Jahre der Redaktion treu.
1958 gründete Ferguson-Lees gemeinsam mit P. A. D. Hollom die Raritätenkommission des British Birds Trust (British Birds Rarities Committee), wo er bis 1963 Mitglied war. 1962 war er gemeinsam mit John Nelder und Edward Max Nicholson an der Untersuchung des Hastings-Raritäten-Betrugs beteiligt. Dies war zu Beginn der 1960er Jahre ein Skandal, der die ornithologischen Kreise in Großbritannien bewegte. Die Hastings-Raritäten waren eine Reihe von seltenen Vögeln aus der Region Hastings, die vom Ornithologen George Bristow (1863–1947) präpariert und mit falschen Informationen zu ihrer Herkunft versehen wurden. Als Folge dieser Analyse, die in zwei Artikeln im Journal British Birds veröffentlicht wurde, wurden 29 Vogelarten von der Liste der britischen Vogelarten entfernt. In der Folgezeit wurden jedoch mehrere Arten wiederzugelassen, da sie später in Großbritannien gesichtet wurden.
Zwischen den 1950er und 1980er Jahren war Ferguson-Lees Mitglied in allen Ausschüssen des British Trust for Ornithology (BTO), einschließlich in denen für Populationsstudien und Vogelberingung. Von 1969 bis 1973 war er Präsident und Vorsitzender des BTO. Davor war er zweimal im Vorstandsgremium und einmal Vizepräsident des BTO. Von 1967 bis 1985 war er Vorsitzender der Arbeitsgruppe, die für die Planung und Veröffentlichung des The Atlas of Breeding Birds in Britain and Ireland verantwortlich war. 1976 wurde Ferguson-Lees für dieses Buch mit der Tucker Medal des BTO ausgezeichnet. Ab 1972 war er Mitglied einer Arbeitsgruppe zur Planung eines BTO-Registers zur Erfassung der ornithologischen Gebiete, das als Grundlage für das Werk Bird Habitats in Britain von Rob Fuller aus dem Jahr 1982 gilt. Von 1986 bis 1992 war Ferguson-Lees Mitglied einer Arbeitsgruppe für den New Breeding Atlas des BTO.
Von 1960 bis 1986 war er Mitglied in der avifaunistischen Kommission der British Ornithologists’ Union und zwischen 1970 und 1986 deren Vorsitzender. Von 1962 bis 1966 war er Vorstandsmitglied beim XIV. International Ornithological Congress, der im Juli 1966 in Oxford abgehalten wurde. Von 1963 bis 1973 war er Mitglied im Rat der Royal Society for the Protection of Birds. Von 1970 bis 1975 war er Direktor der West Palaearctic Birds Ltd. Im Dezember 1971 war er Planer und Vorsitzender der internationalen Konferenz in Green Park bei Tring, die unter der gemeinsamen Schirmherrschaft des BTO und der Vogelwarte Radolfzell abgehalten wurde, um eine ornithologische Zusammenarbeit in Europa und Standards für die Bestandsaufnahme von Nistplätzen, die Kodierung von Lebensräumen sowie die Erhebung von biometrischen Daten und von Mauserdaten zu entwickeln. Von 1973 bis 1975 war er Naturschutzdirektor der Royal Society for the Protection of Birds. Von 1973 bis 1977 war er Mitglied im Rat der British Ornithologists’ Union. 
1973 gründete er gemeinsam mit David Lea das Rare Breeding Birds Panel, wo er bis 1979 Mitglied war. Ferner war er mehrfach Vorsitzender von Naturschutz- und Bildungskommissionen.
1983 begann Ferguson-Lees mit seiner Arbeit an Raptors of the World, einem Standardwerk, das 18 Jahre bis zur Fertigstellung benötigte. 1994 stieß David A. Christie zu diesem Projekt. Für ihre Forschungen verbrachten die Autoren rund 500 Stunden in Museen und Ferguson-Lees unternahm zehn Expeditionen nach Südamerika.

## Werke (Auswahl)
- 1961: The Birds of the Coto Doñana (mit Guy Mountfort)
- 1961: Observations on the Birds of Bulgaria  (mit Guy Mountfort)
- 1972: A Field Guide to the Birds of Britain and Europe (mit Roger Tory Peterson, Guy Mountfort, P. A. D. Hollom und Donald Ian Mackenzie Wallace)
- 1972: Field Guide to Birds’ Nests (mit Bruce Campbell)
- 1972: A Guide to Bird-Watching in Europe (mit Quentin Hockliffe und Ko Zweeres)
- 1978: Towns and Gardens (The Natural History of Britain and Northern Europe) (mit Bruce Campbell und Denis Owen)
- 1978: Mountains and Moorlands (The Natural History of Britain and Northern Europe) (mit Bruce Campbell und Arnold Darlington)
- 1979: Rivers, Lakes and Marshes (The Natural History of Britain and Northern Europe) (mit Bruce Campbell und Brian Whitton)
- 1979: Coasts and Estuaries (The Natural History of Britain and Northern Europe) (mit Bruce Campbell und Richard Barnes)
- 1979: Fields and Lowlands (The Natural History of Britain and Northern Europe) (mit Bruce Campbell und Derek Boatman)
- 1983: The Shell Guide to the Birds of Britain and Ireland (mit J. T. R. Sharrock und Ian Willis)
- 1987: Vögel Mitteleuropas (mit Ian Willis, Übersetzung von Einhard Bezzel)
- 1992: Endangered Birds (mit Emma Faull)
- 2001: Raptors of the World. (mit David A. Christie, Kim Franklin, David Mead und Philip John Kennedy Burton) (deutsche Kurzausgabe: Die Greifvögel der Welt. 2009, Übersetzung von Jochen Dierschke und Volker Dierschke).
- 2007: Birds of Wiltshire (mit Paul Castle und Peter Cranswick)
- 2011: Field Guide to Monitoring Nests (mit Richard Castell und Dave Leech)